# Martha Raye

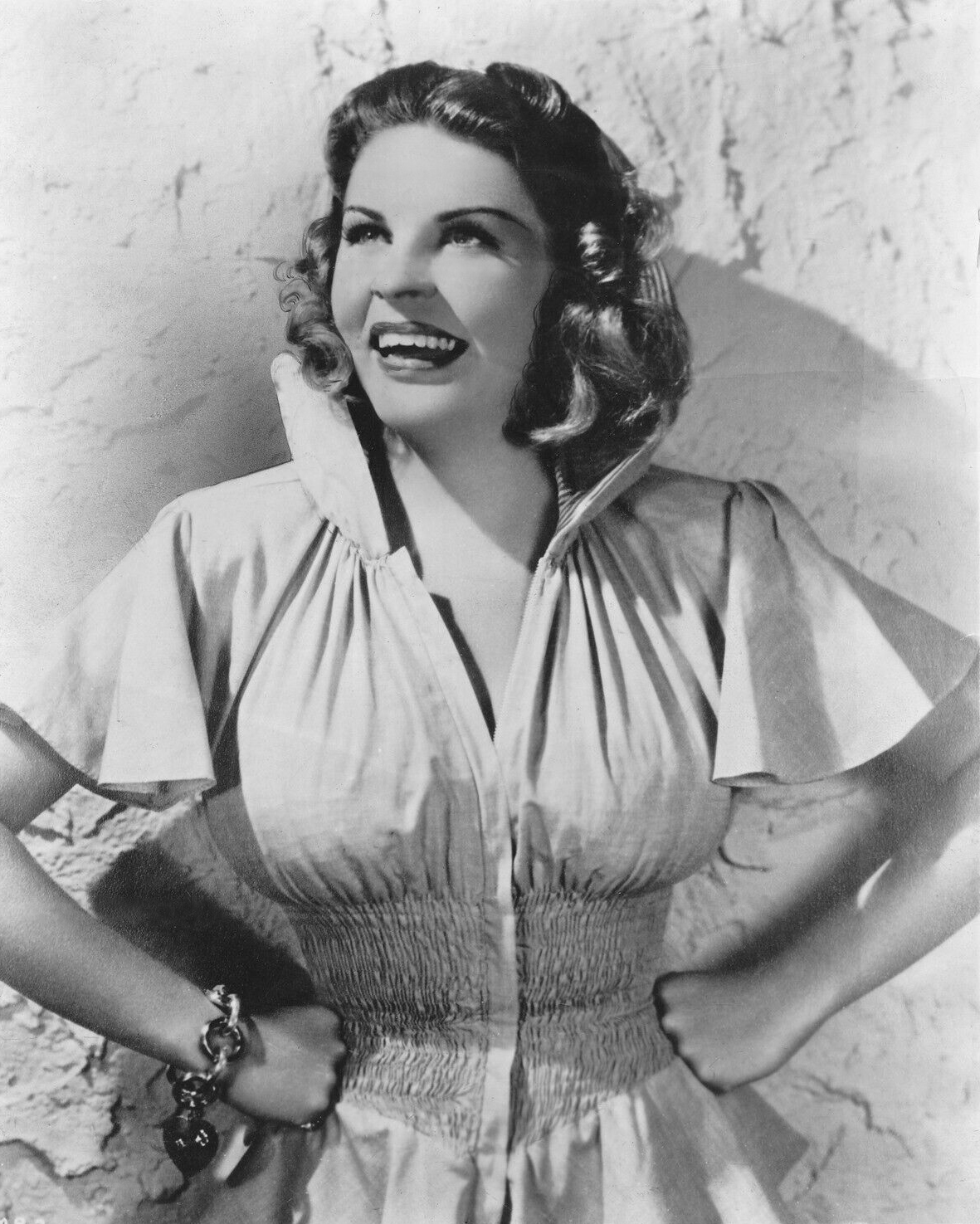
Martha Raye, 1944.

Martha Raye, född 27 augusti 1916 i Butte, Montana, död 19 oktober 1994 i Los Angeles, Kalifornien, var en amerikansk skådespelare, komiker och sångare känd under smeknamnet "The Big Mouth". Hon har två stjärnor på Hollywood Walk of Fame, en för film och en för television. Hon var också mottagare av Jean Hersholt Humanitarian Award.

## Filmografi, urval
- 1937 – Hawaiinätter
- 1937 – Hjärtats nyckel heter sång
- 1939 – Idolen i Tyrolen
- 1941 – Galopperande flugan
- 1941 – Vi flyger i luften
- 1944 – Farliga flickor
- 1947 – Monsieur Verdoux
- 1962 – Sol och vår och kär
- 1979 – Airport 80 - Concorde